# (5778) Jurafrance
(5778) Jurafrance (1989 YF5) – planetoida z pasa głównego asteroid okrążająca Słońce w ciągu 4 lat i 58 dni w średniej odległości 2,59 j.a. Została odkryta 28 grudnia 1989 roku.